# Martín Güemes
Martín Miguel Juan de la Mata de Güemes Montero Goyechea y la Corte (Salta, 8 de febrer de 1785 - Cañada de la Horqueta (província de Salta), 17 de juny de 1821) fou un militar argentí.
Martín era fill d'un alt funcionari espanyol i als catorze anys assentà plaça en el regiment d'infanteria de Buenos Aires, lluitant després contra la invasió anglesa i mereixent el grau d'oficial.
Fou dels primers a ajuntar-se a la Revolució i a causa de la seva cultura tècnica i els seus dots de valor, reuní al seu entorn un exèrcit compost de gautxos, però en el qual els oficials eren joves de les més distingides famílies. Especialment en la campanya empresa en l'Alt Perú (1815), a les ordres de José Casimiro Rondeau (1775-1844), en el setge conegut com per los Cerrillos, un conveni, pel qual es juraven <pau sòlida, amistat eterna, oblit del passat i amnistia general>, quedant Güemes amb els desertors de l'exèrcit vençut a Sipe-Sipe.
Des de llavors s'encarregà de la defensa del Nord, i complí amb tal força i brillantor la seva feina, que el seu nom es cobrí de glòria i es feu mereixedor de passar a la posteritat, i ocupa una bonica pàgina en la història militar i política de la República Argentina, en la qual se’l reconeix com un dels primers homes de la Revolució i dels millors generals de la Independència.
Fou un gran amic i admirador de la guerrillera Juana Azurduy de Padilla de la qual feu grans elogis.